# La Maison du clair de lune
La maison du clair de lune (Moonlight Becomes You) est un roman policier de Mary Higgins Clark paru en 1996.

## Résumé
Maggie, jeune photographe New-yorkaise, retrouve après plusieurs années sa belle-mère Finnuala Moore, dite Nuala, au cours d'une réception.
Les deux femmes décident de passer deux semaines ensemble à Newport où vit Nuala. Malheureusement les choses ne se déroulent pas comme prévu, et Maggie se retrouve malgré elle embarquée dans une sombre histoire de meurtres au cœur d'une maison de retraite, Latham Manor. À l'occasion de ces meurtres, une ancienne coutume victorienne refait surface et va amener Maggie au fond de la tombe.

## Personnages principaux
- Maggie : jeune photographe New-yorkaise.
- Finnuala « Nuala » Moore : belle-mère de Maggie.

## Adaptation
- 1998 : La Maison du clair de lune (Moonlight Becomes You) , téléfilm canadien réalisé par Bill Corcoran, avec Donna Mills